# Justin Welby
Justin Welby (anglès britànic: Justin Portal Welby)  (Londres, 6 de gener de 1956) Justin Portal Welby és un clergue anglicà i teòleg. Ha servit com a arquebisbe de Canterbury des del 2013 fins al 12 de novembre de 2024.
Welby va ser anteriorment vicari de Southam, Warwickshire, i més tard bisbe de Durham, càrrec que va ocupar poc més d'un any. Ex officio, és el Primat de tota Anglaterra i el cap simbòlic Primus inter pares de la comunió anglicana mundial.

## Biografia
Justin Portal Welby va néixer a Middlesex, Anglaterra, el 6 de gener de 1956, gairebé nou mesos després del matrimoni de la seva mare, Jane Gillian Portal (nascuda el 1929), amb Gavin Bramhall James Welby (1910–1977). Jane va treballar com a secretària personal de Winston Churchill des de desembre de 1949 fins al seu matrimoni amb Gavin Welby l'abril de 1955. Poc després va tenir una breu relació amb el secretari privat de Churchill, Anthony Montague Browne (1923–2013). Welby va creure que Gavin Welby era el seu pare biològic fins que unes proves de paternitat el 2016 van demostrar que realment era fill de Browne.

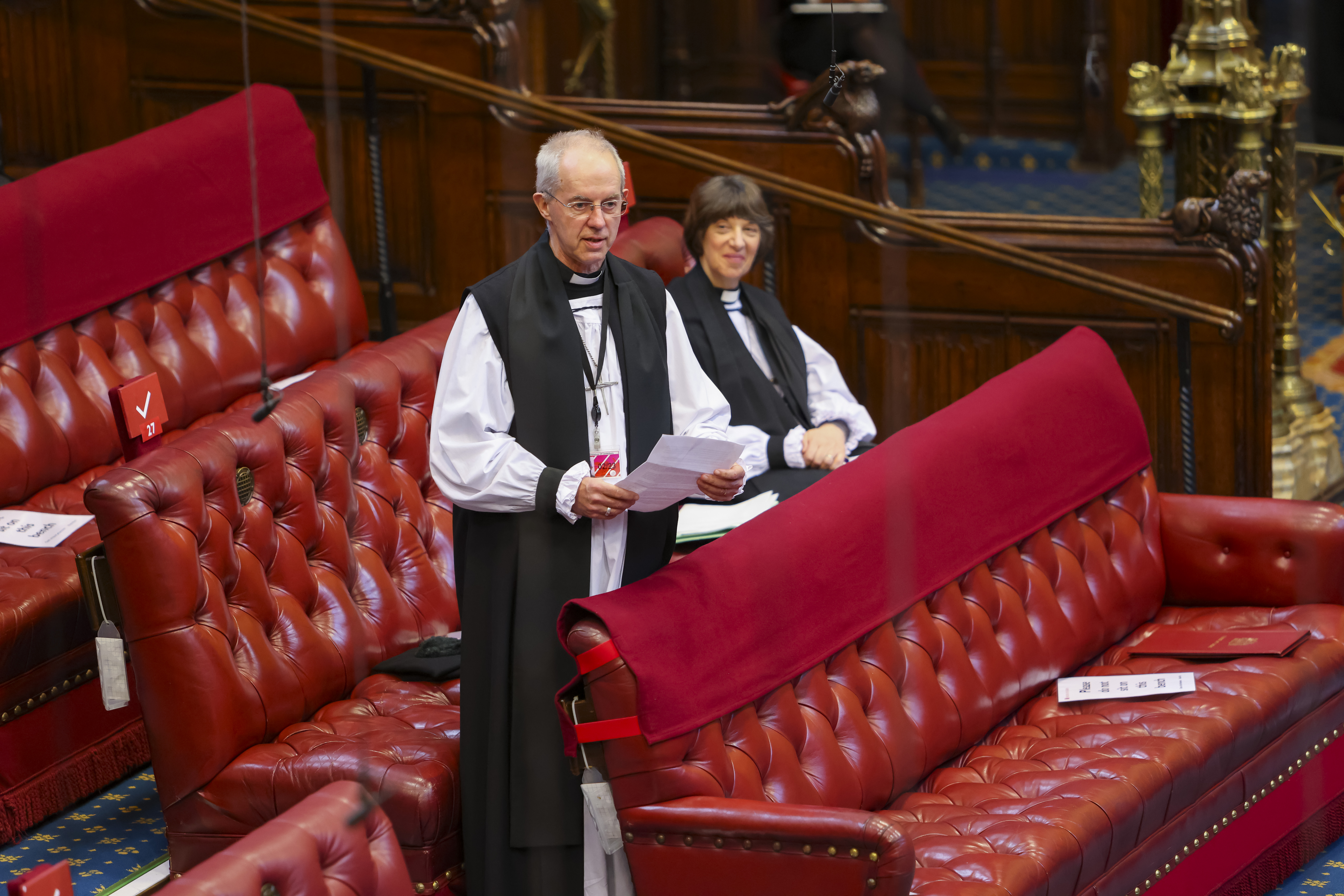
Welby a la Cambra dels Lords.

Va estudiar a la St Peter's School de Seaford i a l'Eton College, després va anar al Trinity College de Cambridge, on va cursar un màster en història i dret i va obtenir un títol en Arts el 1978.
Welby va treballar a la indústria petroliera durant onze anys, cinc dels quals amb la companyia petroliera francesa Elf Aquitaine, amb seu a París. El 1984 va esdevenir tresorer del grup d'exploració petroliera Enterprise Oil PLC a Londres, on es va ocupar principalment de projectes petroliers a l'Àfrica occidental i al mar del Nord.Es va retirar de la seva posició de lideratge el 1989 dient que sentia que Déu l'estava cridant al seu servei. Welby es va casar el 1979 amb Caroline Eaton i és pare de cinc fills.

## Vida religiosa
Va ser degà de Liverpool des del desembre de 2007 abans de convertir-se en bisbe de Durham el 2011. El 9 de novembre de 2012, va ser nomenat per Elisabet II com al següent arquebisbe de Canterbury. Va succeir a Rowan Williams com a Primat de l'Església d'Anglaterra l'1 de gener de 2013 i va ser entronitzat a la catedral de Canterbury el 21 de març de 2013.

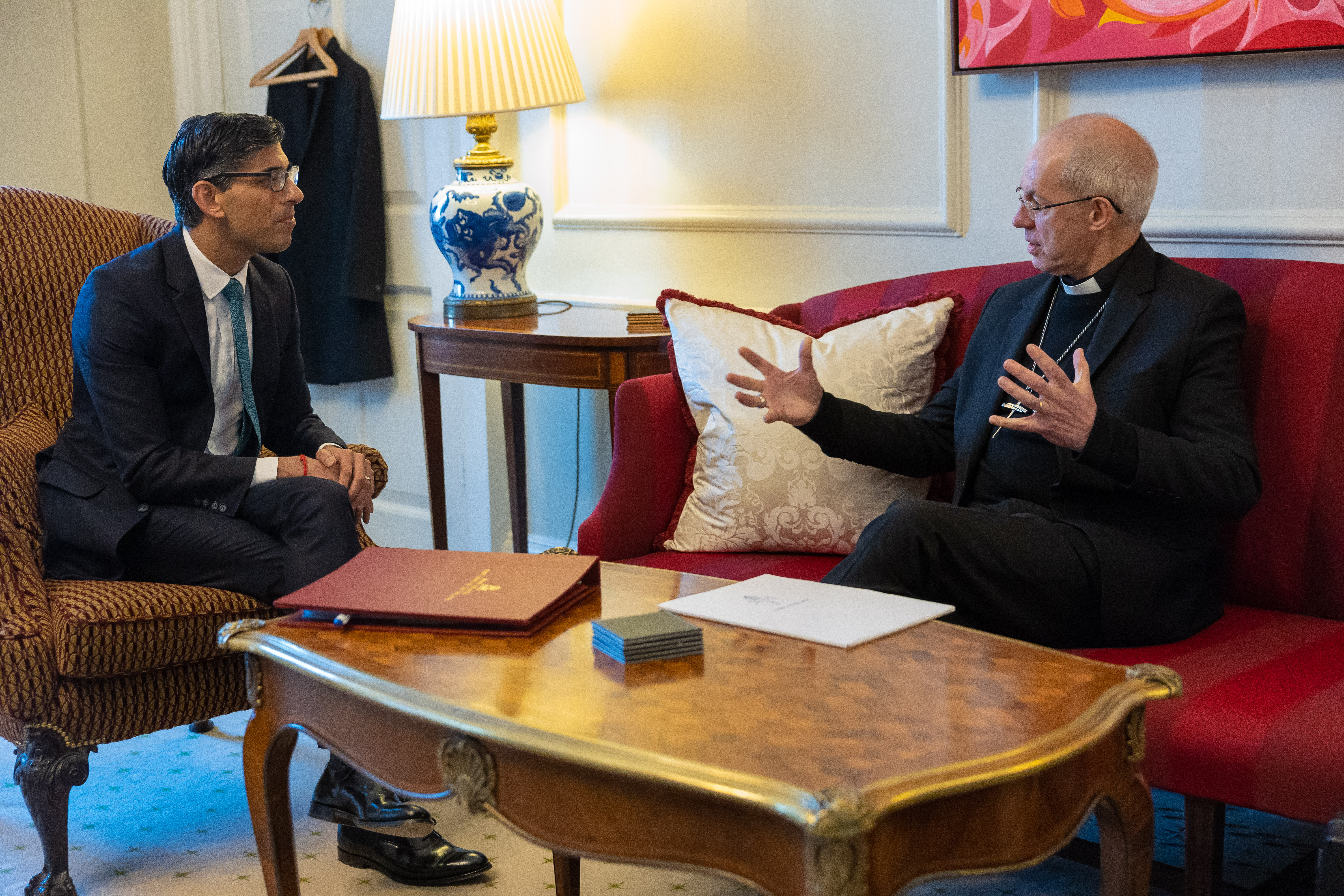
Justin Welby amb Rishi Sunak el 2023.

Va estudiar a la Universitat de Cambridge. Va tornar a estudiar quan va abandonar la indústria petroliera i es va llicenciar en teologia a la Universitat de Durham el 1992. A la dècada del 2000, va ser codirector del “Centre Internacional de Reconciliació” i va treballar en aquest marc a Nigèria, on “diversos cops va estar a punt de ser assassinat”.
En el marc de les divergències d'opinions dins de l'Església anglicana durant el seu nomenament com a arquebisbe de Canterbury, va donar suport (com el seu predecessor) a l'ordenació de les dones. S'oposa al matrimoni entre persones del mateix sexe (amb el suport de governs com el del conservador de David Cameron), tot i que diu que està disposat a "acollir els punts de vista divergents expressats sobre la base de la fe profunda".
Membre de dret de la Cambra dels Lords, va destacar per les seves preguntes sobre l'ètica dels banquers, criticant els prestadors a curt termini amb tipus d'interès elevats.

### Brèxit
El febrer de 2018, Welby va expressar el temor que el Brexit estigués dividint la societat del Regne Unit i que el programa d'austeritat del govern perjudiqués a les persones més vulnerables. Welby va escriure:
El Brexit ha dividit el país i ara necessitem una nova narrativa (...) Hi ha el perill que hi hagi un cisma a la nostra societat en què cauen els més vulnerables. L'austeritat està aixafant els febles, els malalts i a molts altres.
L'agost de 2019, Welby finalment va demanar als membres de la UE que "deixin de plorar" i acceptessin el resultat del referèndum del Brexit de 2016.

### Renúncia
El 12 de novembre de 2024 va dimitir com a arquebisbe de Canterbury després que un informe va afirmar que la seva inacció va fer que l'agressor en sèrie John Smyth mai fos portat davant la justícia.